# Mózes András (egyháztörténész)
Mózes András (Sáromberke, 1904. április 1. – Kolozsvár, 1990. május 24.) magyar egyháztörténész, Mózes Huba apja.

## Életútja
A Bethlen Gábor Kollégiumban érettségizett (1924), a kolozsvári Református Teológián lelkészi és vallástanári diplomát (1928), Debrecenben doktorátust (1942) szerzett, a Bolyai Tudományegyetemen magyar nyelv és egyetemes történelem szakból államvizsgázott (1949). Pályáját mint várkudui lelkész kezdte, 1934-től Kolozsvárt vallástanár. Ugyanitt teológiai előadó tanár (1948–72). Írásait a Harangszó, Református Szemle, Az Út, Kiáltó Szó, Református Család közölte.

## Művei
Megjelent munkái:
- A magyarok története (Kese Attilával, László Dezső előszavával, Kv. 1933)
- Felsővadászi Rákóczi Zsigmond (Székelyudvarhely 1934)
- A vasárnapi iskola története (Kv. 1935)
- A várkudui református egyházközség története (Kv. 1936)
- Szabó Sári néni. Egy kolozsvári bibliás kofaasszony élete (Kv. 1939)
- Az erdélyi román reformáció kátéirodalma (Kv. 1942)

Kéziratban maradt Konrádi Dánielről, a kolozsvári mentőkórház megszervezőjéről, valamint tanáráról, Járai Istvánról készült életrajza. 